# Каліманці (озеро)
Каліманці або Калиманці, Каліманське озеро (мак. Калиманци · Калиманско Езеро) — штучне озеро на річках Брегалніца і Каменичка Река, побудоване 1969 року. Гребля кам'яно-насипна з глиняним ядром, висотою 92 м і довжиною 240 м. Озеро має довжину 14 км, ширину 0,3 км, а максимальна глибина сягає 80 м. Площа дзеркала водосховища — 4,23 км², накопичує 127 мільйонів кубічних метрів води.
Основне призначення водосховища є зрошення близько 28 тис. Га переважно рисових полів у Кочанській долині (Кочанската Котлина) і сільськогосподарських територій в Овче Поле. З цією метою побудовано два канали: правий, довжиною 98 км, який подає воду на Овче Поле, і лівий, 36 км, що зрошує райони Кочанското Поля.
Надлишок води використовується для виробництва електроенергії на невеликій ГЕС із встановленою потужністю 13,8 МВт.

## Острів Калата
На озері є також острів Калата, який є залишками шахтарського міста пізньої античності, в якому видобували олово (калаj) і золото.

## Галерея

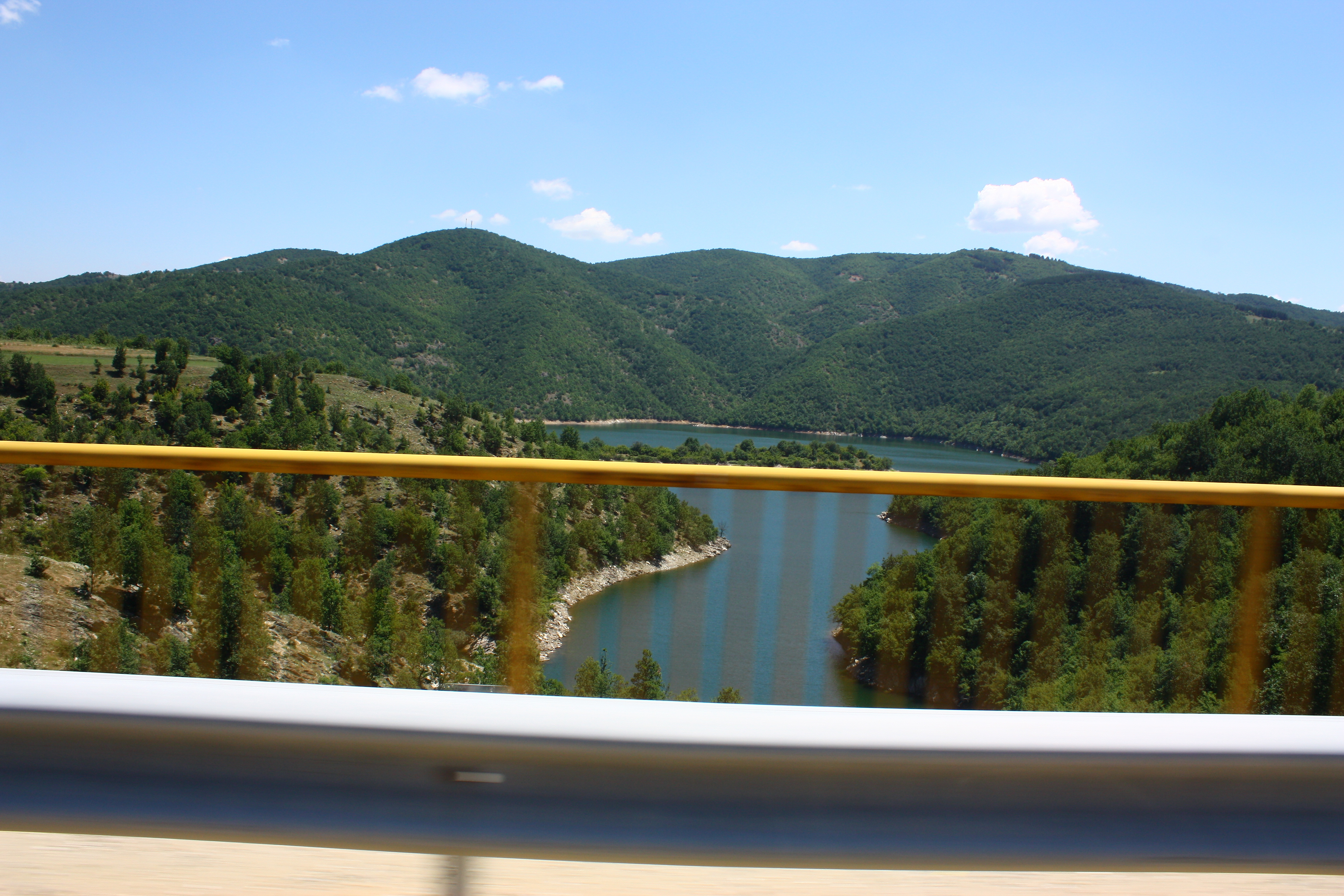
Вид на озеро
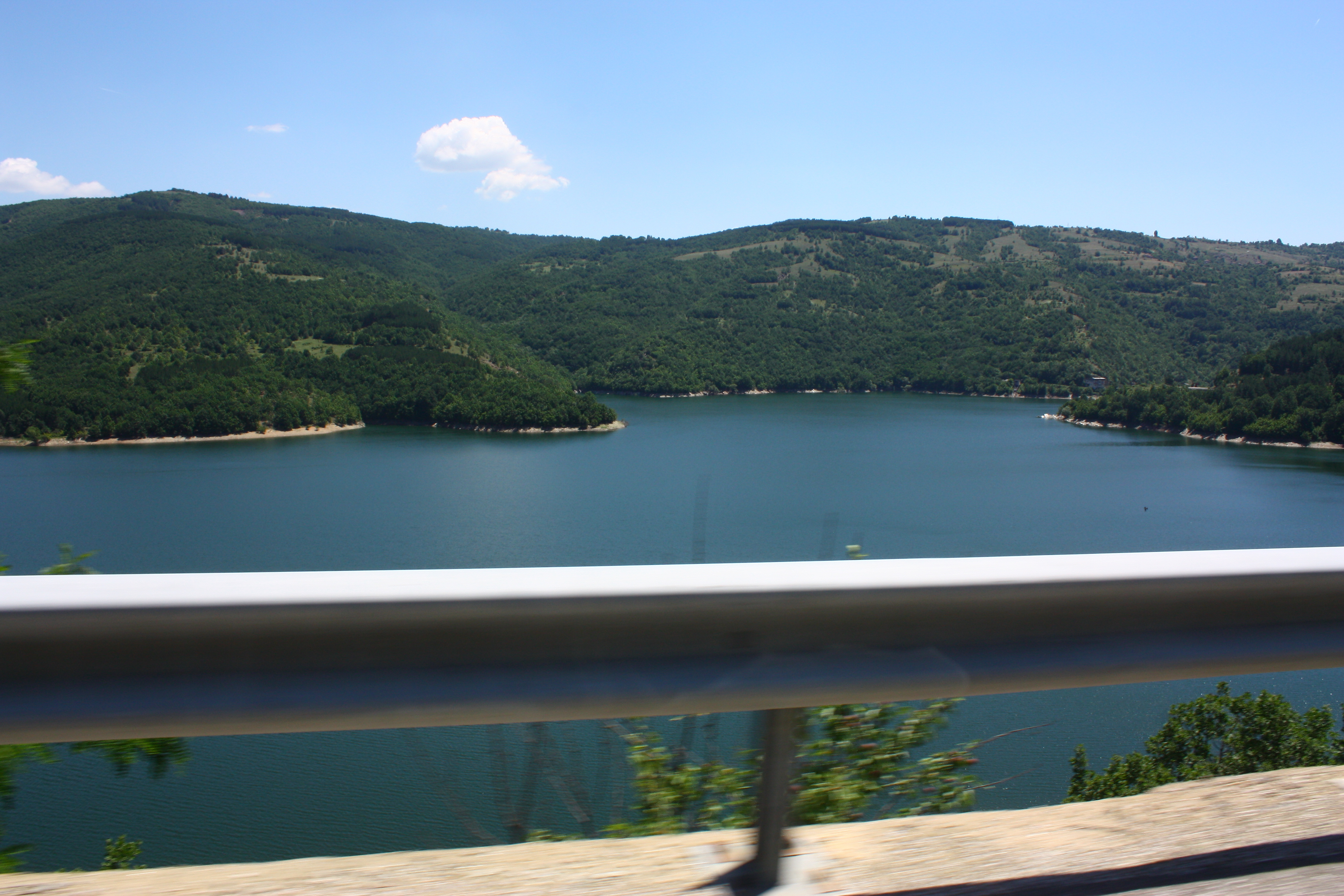
Вид на озеро
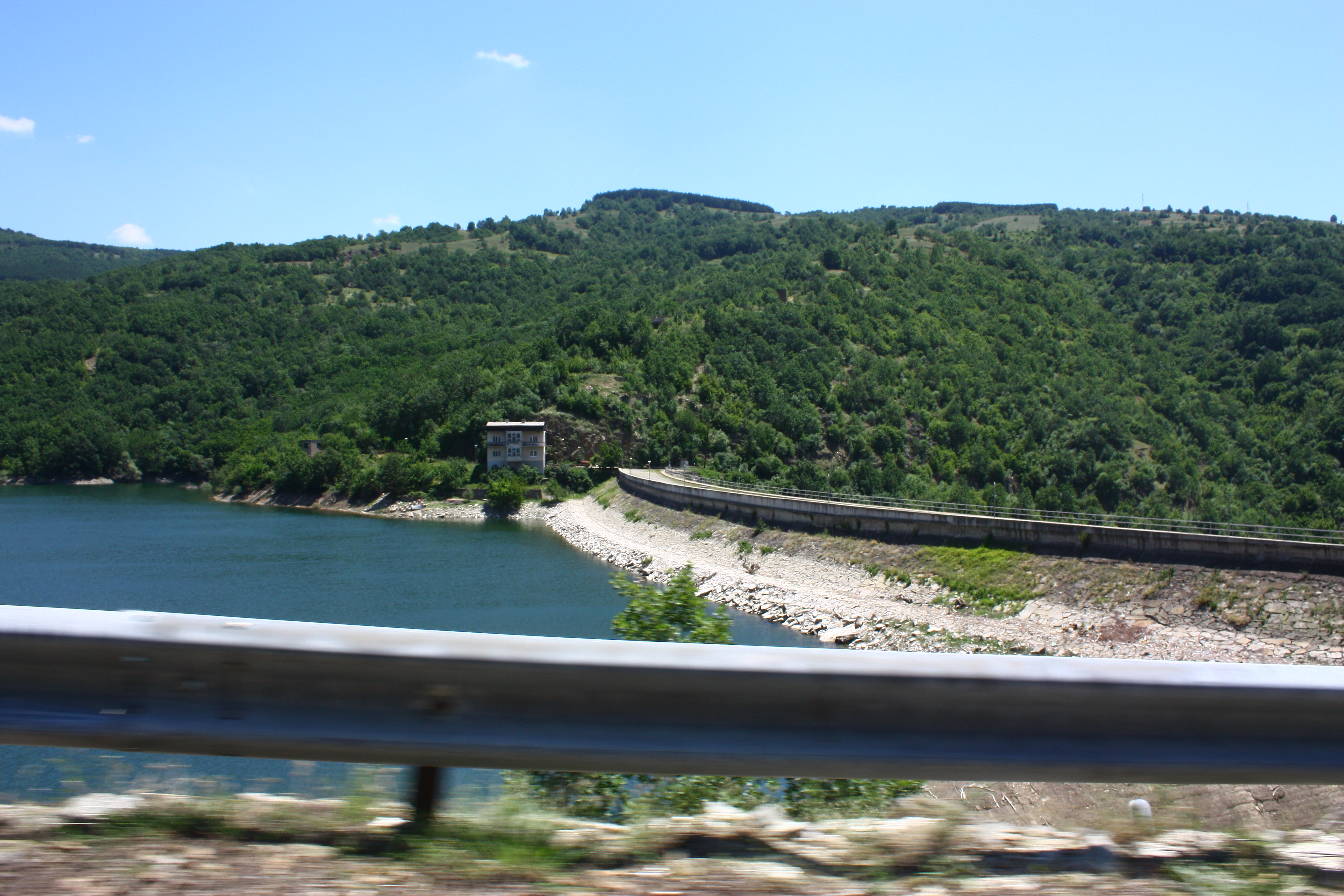
Вид на греблю з боку озера
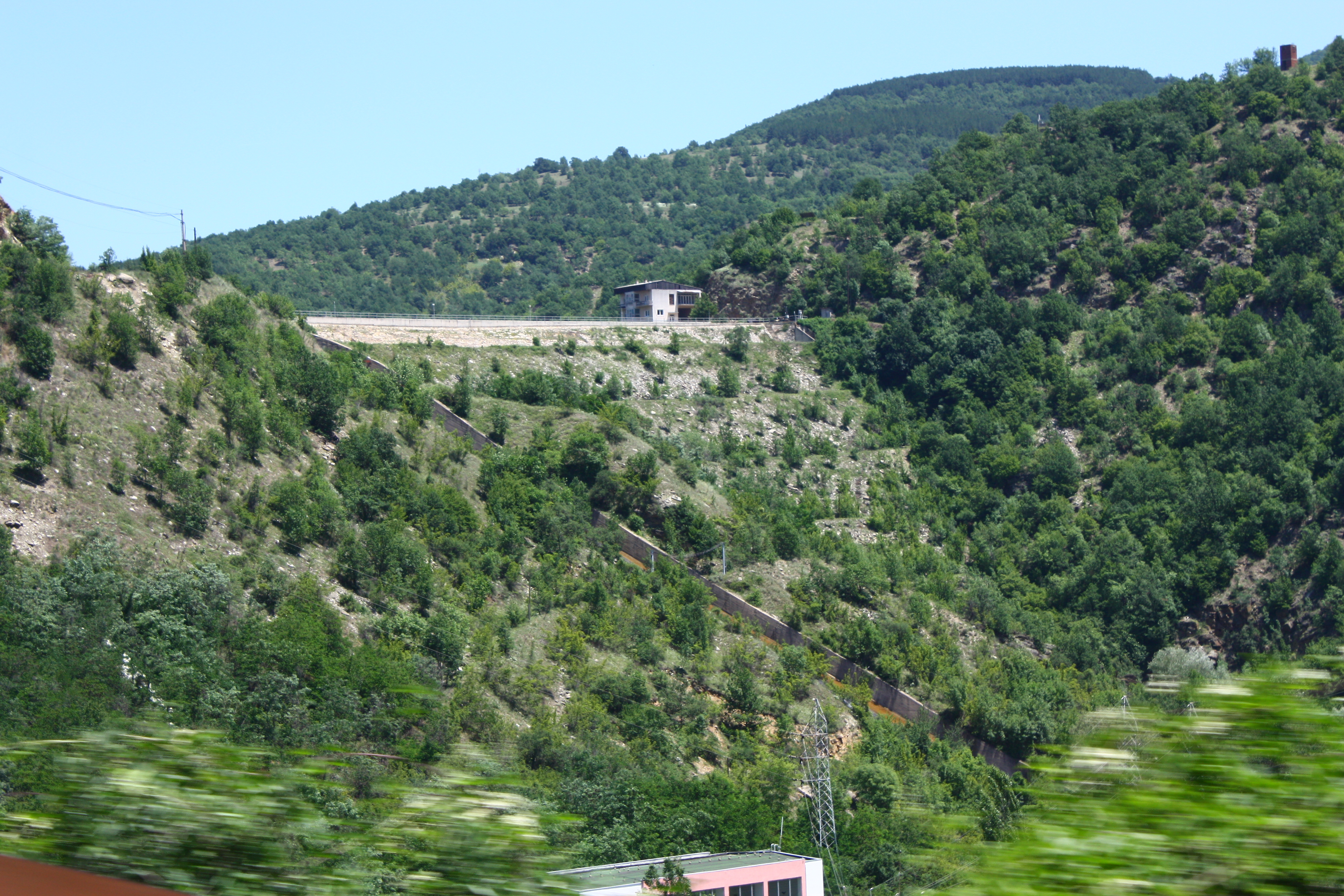
Вид на дамбу ззовні
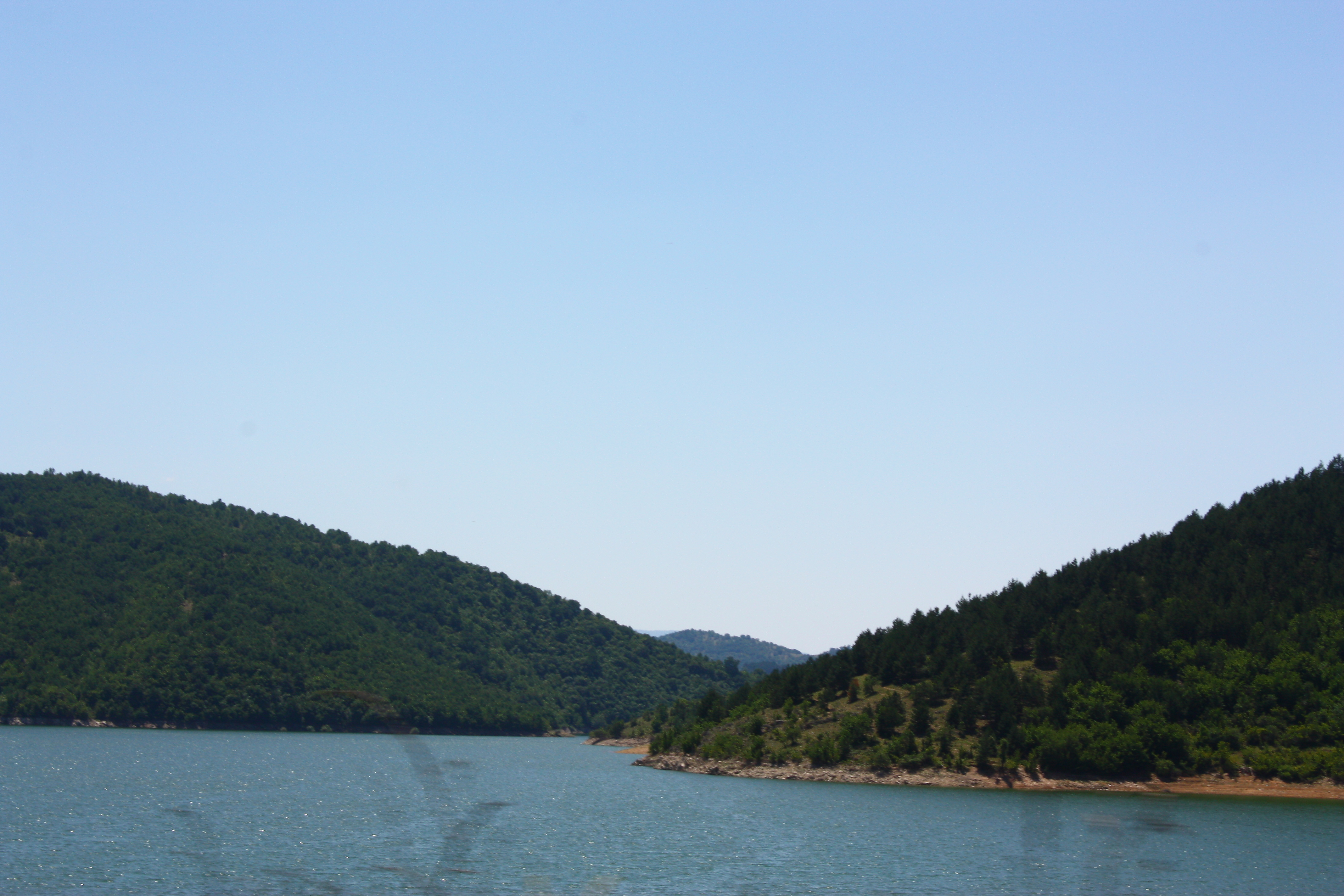
Вид на озеро
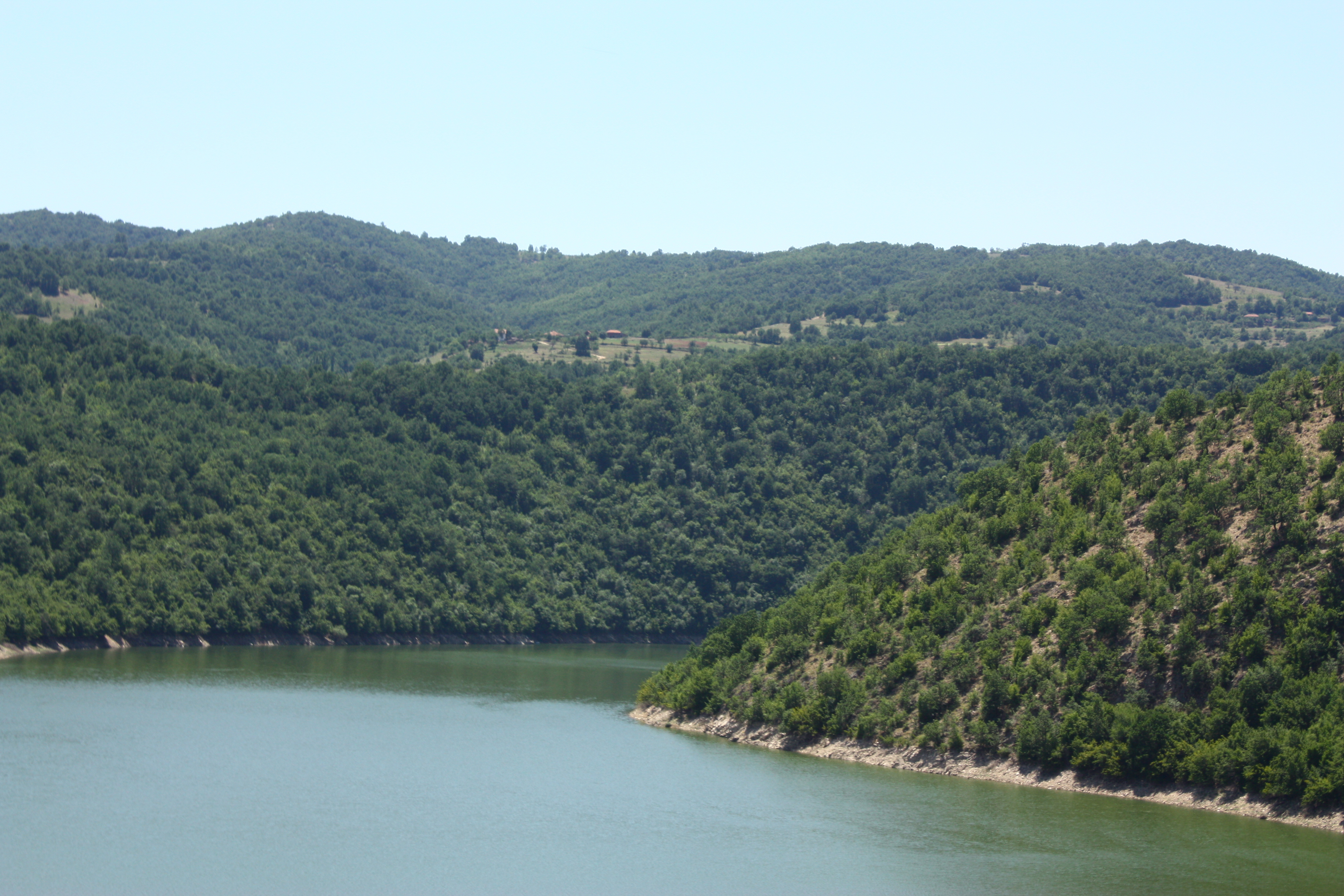
Вид на озеро
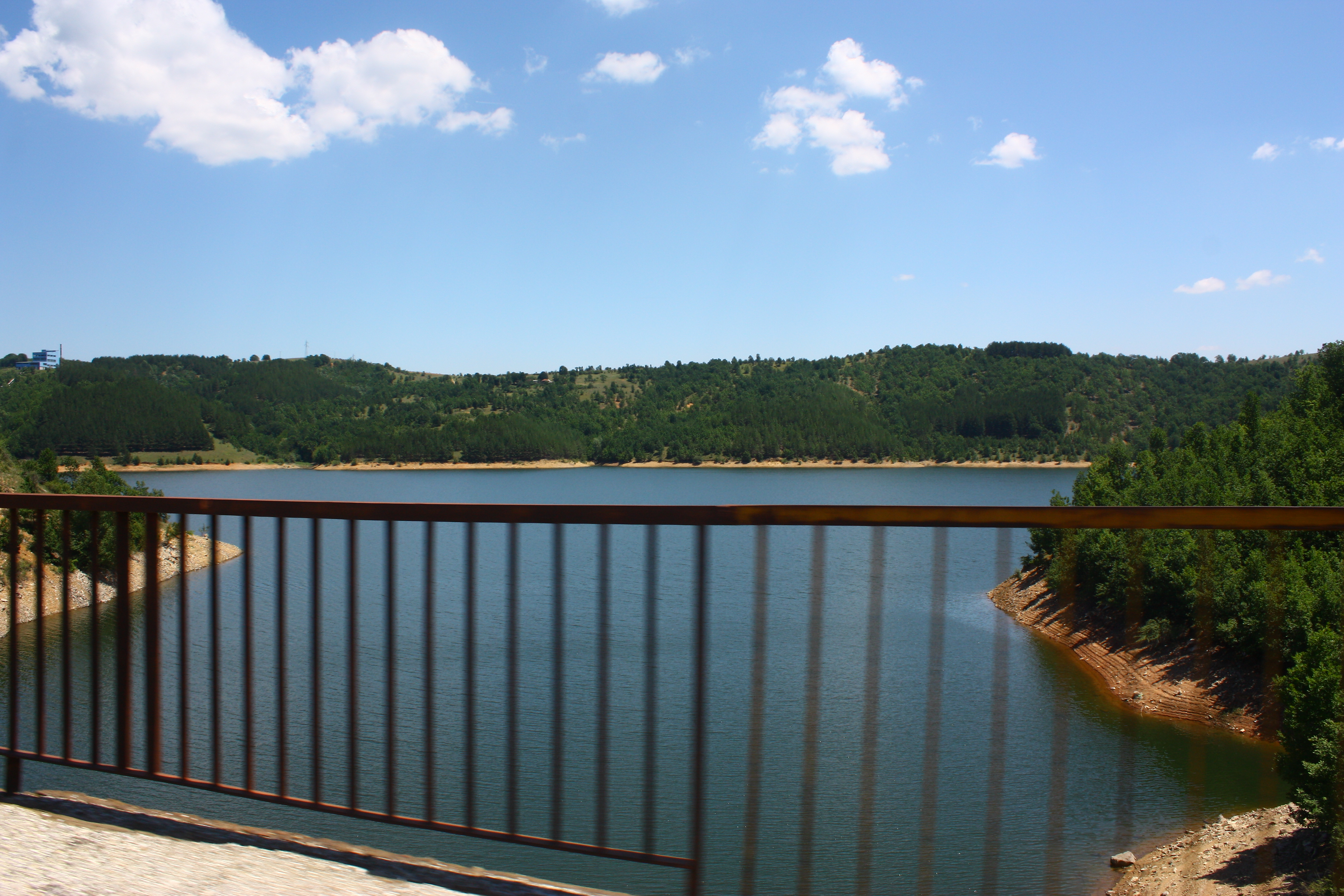
Вид на озеро